# 光稃早熟禾
光稃早熟禾（学名：Poa psilolepis）为禾本科早熟禾属下的一个种。